# 2001年自由民主党総裁選挙
2001年自由民主党総裁選挙（にせんいちねんじゆうみんしゅとうそうさいせんきょ）は、2001年4月24日に行われた日本の自由民主党の党首である総裁の選挙である。

## 概要
2001年3月10日、森喜朗は首相官邸に、党幹事長の古賀誠、総務会長の村岡兼造、政調会長の亀井静香、参議院議員会長の竹山裕、同幹事長の青木幹雄の自民党五役（当時）を招集した。官房長官の福田康夫も同席した。この席で森は「今年秋の総裁選を繰り上げ実施する」と述べ、事実上の退陣表明を行った。3月13日、日本武道館で行われた自民党大会で森は「前倒し総裁選挙を行う」と挨拶した。6月に都議選を控えた自民党都議団は抗議声明の中で森の「分かりにくい退陣表明」に対し不満の意を表すが、党大会終了をもって自民党は次期総裁選びに突入することになった。
任期は森総裁の残任期間の同年9月まで。森は古賀に「地方の票をもっと増やしてほしい。」とお願いし、古賀は「総裁の命令ですからやります。」と言って、都道府県連の持ち票を1票から3票に増やした。立候補していた亀井静香は小泉純一郎と政策協定を結び、本選を辞退、小泉の支援に回った（しかし、選挙後、政策協定は全て小泉に一方的に反故された）。結果、小泉純一郎が選出された。その後に9月の任期満了に伴う総裁選挙の日程を決定していたが、特別措置として、告示に先立ち党所属国会議員に出馬の意思を確認したところ、出馬を表明した者が1名（小泉純一郎）のみだったため、告示を待たずに、2001年8月10日党大会に代わる両院議員総会において小泉純一郎の再任が決定された。
地方票にあたる県連票が1票から3票に拡大された。また、広島県と山口県を除く45都道府県で地方予備選が行われた。地方の県連票は予備選で1位になった候補が3票を獲得する勝者総取り方式を取った。

## 選挙活動

### 候補者
| 麻生太郎                                                       | 橋本龍太郎                                             | 亀井静香                                              | 小泉純一郎                                           |
|                                                                |                                                        |                                                       |                                                      |
| 衆議院議員 （7期・福岡8区） 経済財政政策担当大臣 （2000-2001） | 衆議院議員 （12期・岡山4区） 内閣総理大臣（1996-1998） | 衆議院議員 （8期・広島6区） 政務調査会長（1999-2001） | 衆議院議員 （9期・神奈川11区） 厚生大臣（1996-1998） |
| 大勇会 （河野洋平G）                                           | 平成研究会 （橋本龍太郎派）                            | 志帥会 （江藤隆美・亀井静香派）                       | 清和政策研究会 （森喜朗派）                          |
| 福岡県                                                         | 岡山県                                                 | 広島県                                                | 神奈川県                                             |

| 候補者 | 麻生太郎             | 橋本龍太郎           | 亀井静香                   | 小泉純一郎           |
| ------ | -------------------- | -------------------- | -------------------------- | -------------------- |
| 推薦人 | 相沢英之（河野G）    | 高鳥修（橋本派）     | 中曽根康弘（江藤・亀井派） | 塩川正十郎（森派）   |
| 推薦人 | 石川要三（河野G）    | 野中広務（橋本派）   | 江藤隆美（江藤・亀井派）   | 三塚博（森派）       |
| 推薦人 | 鈴木恒夫（河野G）    | 久間章生（橋本派）   | 佐藤静雄（江藤・亀井派）   | 中村正三郎（森派）   |
| 推薦人 | 森英介（河野G）      | 野呂田芳成（橋本派） | 古屋圭司（江藤・亀井派）   | 伊藤公介（森派）     |
| 推薦人 | 浅野勝人（河野G）    | 松下忠洋（橋本派）   | 河村建夫（江藤・亀井派）   | 清水嘉与子（森派）   |
| 推薦人 | 岩屋毅（河野G）      | 吉川貴盛（橋本派）   | 松岡利勝（江藤・亀井派）   | 釜本邦茂（森派）     |
| 推薦人 | 臼井日出男（高村派） | 滝実（橋本派）       | 小林興起（江藤・亀井派）   | 中島啓雄（森派）     |
| 推薦人 | 赤城徳彦（高村派）   | 倉田雅年（橋本派）   | 吉田幸弘（江藤・亀井派）   | 山崎拓（山崎派）     |
| 推薦人 | 七条明（高村派）     | 小渕優子（橋本派）   | 松宮勲（江藤・亀井派）     | 亀井善之（山崎派）   |
| 推薦人 | 野田聖子（高村派）   | 斎藤十朗（橋本派）   | 増原義剛（江藤・亀井派）   | 甘利明（山崎派）     |
| 推薦人 | 森山眞弓（高村派）   | 坂野重信（橋本派）   | 林省之介（江藤・亀井派）   | 渡海紀三朗（山崎派） |
| 推薦人 | 林義郎（堀内派）     | 岡野裕（無派閥）     | 西川京子（江藤・亀井派）   | 田中和徳（山崎派）   |
| 推薦人 | 鈴木俊一（堀内派）   | 上杉光弘（高村派）   | 倉田寛之（江藤・亀井派）   | 山内俊夫（山崎派）   |
| 推薦人 | 松本和那（橋本派）   | 須藤良太郎（橋本派） | 狩野安（江藤・亀井派）     | 加藤紘一（加藤派）   |
| 推薦人 | 荒井広幸（無派閥）   | 景山俊太郎（橋本派） | 保坂三蔵（江藤・亀井派）   | 谷垣禎一（加藤派）   |
| 推薦人 | 森下博之（無派閥）   | 丹羽雄哉（堀内派）   | 大野つや子（江藤・亀井派） | 中谷元（加藤派）     |
| 推薦人 | 山口俊一（無派閥）   | 村田吉隆（堀内派）   | 魚住汎英（江藤・亀井派）   | 岸宏一（加藤派）     |
| 推薦人 | 小此木八郎（無派閥） | 宮本一三（堀内派）   | 依田智治（江藤・亀井派）   | 岩崎純三（高村派）   |
| 推薦人 | 浜田靖一（無派閥）   | 市川一朗（堀内派）   | 中山太郎（無派閥）         | 田中眞紀子（無派閥） |
| 推薦人 | 鴻池祥肇（無派閥）   | 砂田圭佑（高村派）   | 宮崎秀樹（無派閥）         | 平沢勝栄（橋本派）   |

## 選挙の開票結果
|            | 得票数             | 議員票             | 県連票             |
| ---------- | ------------------ | ------------------ | ------------------ |
| 小泉純一郎 | 298票              | 175票              | 123票              |
| 橋本龍太郎 | 155票              | 140票              | 15票               |
| 麻生太郎   | 31票               | 31票               | 0票                |
| 亀井静香   | 地方票開票後に辞退 | 地方票開票後に辞退 | 地方票開票後に辞退 |
| 白票       | 3票                | 0票                | 3票                |